# 23. rozdanie nagród Złotych Malin
Złote Maliny przyznane za rok 2002
| Kategoria                                        | Dla                                       | Za                                                              |
| ------------------------------------------------ | ----------------------------------------- | --------------------------------------------------------------- |
| Najgorszy film                                   | Rejs w nieznane                           |                                                                 |
| Najgorszy film                                   | Pluto Nash                                |                                                                 |
| Najgorszy film                                   | Crossroads – Dogonić marzenia             |                                                                 |
| Najgorszy film                                   | Pinokio                                   |                                                                 |
| Najgorszy film                                   | Gwiezdne wojny: część II – Atak klonów    |                                                                 |
| Najgorszy remake lub sequel                      | Rejs w nieznane                           |                                                                 |
| Najgorszy remake lub sequel                      | Ja, szpieg                                |                                                                 |
| Najgorszy remake lub sequel                      | Mr. Deeds – milioner z przypadku          |                                                                 |
| Najgorszy remake lub sequel                      | Pinokio                                   |                                                                 |
| Najgorszy remake lub sequel                      | Gwiezdne wojny: część II – Atak klonów    |                                                                 |
| Najgorszy aktor                                  | Roberto Benigni, Breckin Meyer (dubbing)  | Pinokio                                                         |
| Najgorszy aktor                                  | Adriano Giannini                          | Rejs w nieznane                                                 |
| Najgorszy aktor                                  | Eddie Murphy                              | Pluto Nash Ja, szpieg Showtime                                  |
| Najgorszy aktor                                  | Adam Sandler                              | Osiem szalonych nocy Mr. Deeds – milioner z przypadku           |
| Najgorszy aktor                                  | Steven Seagal                             | Wpół do śmierci                                                 |
| Najgorsza aktorka                                | Britney Spears Madonna                    | Crossroads – Dogonić marzenia Rejs w nieznane                   |
| Najgorsza aktorka                                | Angelina Jolie                            | Co za życie                                                     |
| Najgorsza aktorka                                | Jennifer Lopez                            | Nigdy więcej Pokojówka na Manhattanie                           |
| Najgorsza aktorka                                | Winona Ryder                              | Mr. Deeds – milioner z przypadku                                |
| Najgorszy aktor drugoplanowy                     | Hayden Christensen                        | Gwiezdne wojny: część II – Atak klonów                          |
| Najgorszy aktor drugoplanowy                     | Tom Green                                 | Kasa albo życie                                                 |
| Najgorszy aktor drugoplanowy                     | Freddie Prinze Jr.                        | Scooby-Doo                                                      |
| Najgorszy aktor drugoplanowy                     | Christopher Walken                        | Country Miśki                                                   |
| Najgorszy aktor drugoplanowy                     | Robin Williams                            | Smoochy                                                         |
| Najgorsza aktorka drugoplanowa                   | Madonna                                   | Śmierć nadejdzie jutro                                          |
| Najgorsza aktorka drugoplanowa                   | Lara Flynn Boyle                          | Faceci w czerni II                                              |
| Najgorsza aktorka drugoplanowa                   | Bo Derek                                  | Mistrz kamuflażu                                                |
| Najgorsza aktorka drugoplanowa                   | Natalie Portman                           | Gwiezdne wojny: część II – Atak klonów                          |
| Najgorsza aktorka drugoplanowa                   | Rebecca Romijn                            | Rolleball                                                       |
| Najgorsza reżyseria                              | Guy Ritchie                               | Rejs w nieznane                                                 |
| Najgorsza reżyseria                              | Roberto Benigni                           | Pinokio                                                         |
| Najgorsza reżyseria                              | Tamra Davis                               | Crossroads – Dogonić marzenia                                   |
| Najgorsza reżyseria                              | George Lucas                              | Gwiezdne wojny: część II – Atak klonów                          |
| Najgorsza reżyseria                              | Ron Underwood                             | Pluto Nash                                                      |
| Najgorszy scenariusz                             | George Lucas i Jonathon Hales             | Gwiezdne wojny: część II – Atak klonów                          |
| Najgorszy scenariusz                             | Neil Cuthbert                             | Pluto Nash                                                      |
| Najgorszy scenariusz                             | Shonda Rhimes                             | Crossroads – Dogonić marzenia                                   |
| Najgorszy scenariusz                             | Vincenzo Cerami, Roberto Benigni          | Pinokio                                                         |
| Najgorszy scenariusz                             | Guy Ritchie                               | Rejs w nieznane                                                 |
| Najgorszy duet filmowy                           | Adriano Giannini i Madonna                | Rejs w nieznane                                                 |
| Najgorszy duet filmowy                           | Britney Spears, Jakkolwiek się nazywa     | Crossroads – Dogonić marzenia                                   |
| Najgorszy duet filmowy                           | Roberto Benigni, Nicoletta Braschi        | Pinokio                                                         |
| Najgorszy duet filmowy                           | Eddie Murphy, Robert De Niro, Owen Wilson | Showtime Ja, szpieg Pluto Nash                                  |
| Najgorszy duet filmowy                           | Hayden Christensen, Natalie Portman       | Gwiezdne wojny: część II – Atak klonów                          |
| Najbardziej płytki film adresowany dla młodzieży | Jackass: Świry w akcji                    |                                                                 |
| Najbardziej płytki film adresowany dla młodzieży | Crossroads – Dogonić marzenia             |                                                                 |
| Najbardziej płytki film adresowany dla młodzieży | Osiem szalonych nocy                      |                                                                 |
| Najbardziej płytki film adresowany dla młodzieży | Scooby-Doo                                |                                                                 |
| Najbardziej płytki film adresowany dla młodzieży | xXx                                       |                                                                 |
| Najgorsza piosenka                               | Max Martin, Rami i Dido Armstrong         | „I’m Not a Girl, Not Yet a Woman” Crossroads – Dogonić marzenia |
| Najgorsza piosenka                               | Max Martin, Rami                          | „Overprotected” z Crossroads – Dogonić marzenia                 |
| Najgorsza piosenka                               | Madonna, Mirwais Ahmadzaï                 | „Die Another Day” z Śmierć nadejdzie jutro                      |